# Елеонора Англійська (графиня Бару)
Елеонора Англійська (англ. Eleanor of England; 17 червня 1264, у 1266 або незадовго до 17 червня 1269, Віндзорський замок, Беркшир, Королівство Англія — 29 серпня 1297/98, Гент, Фландрія) — старша дочка короля Англії Едуарда I та Елеонори Кастильської. Від 1273 була зарученою з Альфонсо Арагонським, але шлюб так і не уклали через смерть нареченого. 1293 року стала дружиною графа Барського Генріха III.

## Життєпис
Народилася в сім'ї майбутнього короля Англії Едуарда I (на момент її народження — спадкоємця престолу) та його першої дружини Елеонори Кастильської, у Віндзорському замку в Беркширі, згідно з однією з хронік — 1269 року. Збереглося розпорядження від 17 червня 1269 року про видачу нагороди «Джону де Бому, йомену Елеонори, дружини Едуарда, королівського сина, за принесення благої звістки про народження у неї дочки Елеонори»; відповідно народження принцеси можна датувати часом незадовго до цього дня. Однак є й інші варіанти датування — 17 червня 1264 року або 1266 рік.
1270 року батьки принцеси вирушили в хрестовий похід, залишивши її в Англії, а 1272 року Едуард (тоді ще відсутній) став королем після смерті батька. 8 жовтня 1272 року або 2 жовтня 1273 року, на шляху додому, він зустрівся в Аквітанії зі спадкоємцем арагонського престолу Педро (згодом королем Педро III) і домовився про шлюб Елеонори з його старшим сином Альфонсо; у такий спосіб Едуард розраховував скріпити антифранцузький союз двох королівств. Ці плани опинилися під загрозою 1274 року, коли обговорювався можливий шлюб Альфонсо із Іоанною Наваррською, але пізніше були підтверджені. 1281 року батько нареченого попросив Едуарда прислати до нього Елеонору, щоб та могла отримати виховання в Арагоні, але король Англії запропонував почекати. 1282 року офіційно укладено заручини. Передбачалося, що незабаром Елеонора вирушить до майбутнього чоловіка, але в цей момент почалася війна між Арагоном і Неаполем через Сицилію, причому на боці Неаполя опинилися король Франції та папа римський. Арагон тепер був у зовнішньополітичній ізоляції, і Едуард вважав момент непридатним для династичного союзу. 1285 року Альфонсо став королем. 15 серпня 1290 року у Вестмінстерському абатстві укладено попередній шлюб за довіреністю; наступного року в Барселоні мало відбутися весілля, але в розпал приготувань наречений Елеонори раптово помер.
Пізніше Едуард I знайшов дочці іншого чоловіка — також із перспективою укладення антифранцузького союзу. 20 вересня 1293 року в Бристолі він видав її за графа Барського Генріха. Джерела згадують організований з цієї нагоди турнір у Левені, під час якого загинув Жан I, герцог Брабанту. Шлюб Генріха й Елеонори тривав недовго: графиня померла 12 жовтня 1297 або 1298 року в Генті у Фландрії, народивши на той час трьох дітей. Похована у Вестмінстерському абатстві.

## Діти
У шлюбі з Генріхом Барським народила двох дочок та сина. Це були:
- Елеонора, дружина Ллівеліна ап Оуайна (помер у 1309), лорда Іскеда[12];
- Едуард (1296 — 11 листопада 1336), граф Барський від 1302 року[13];
- Жанна (померла 31 серпня 1361), дружина Джона де Варенна (30 червня 1286 — 29 червня 1347), 7-го графа Суррея (шлюб анульовано 1315 року)[14].